# 橢圓高鐵介
橢圓高鐵介（学名：Ferricythere elliptica）为荊花介科高鐵介屬下的一个种。